# 優拜單車
优拜单车是中国大陆一家共享單車公司，2016年7月23日由曾任职于大众点评工程师11年的余熠创办，总部位於上海市普陀区。該公司的業務曾遍佈中國的上海市、北京市、广东省广州市、深圳市、珠海市、东莞市、佛山市、中山市、汕头市、惠州市、浙江省杭州市、宁波市、湖南省长沙市、江西省南昌市、江苏省无锡市、山东省潍坊市、福建省厦门市、加拿大不列颠哥伦比亚省溫哥華、維多利亞、安大略省多伦多、魁北克省蒙特利尔。
在優拜單車还未正式上线时，它拿到了来自中路资本的天使轮投资。2017年年初，上海永久和优拜合作生产共享单车，並向市場投放10万到20万辆單車。2017年中期，優拜單車CEO余熠發現，單車業務在中國大陸幾乎沒有盈利的機會，於是決定將業務擴展至海外，並在北美幾十個城市進行投放。

## 车型
優拜單車的品种分為绿款的男装车以及粉红款的女装车。優拜單車也一度是市面上唯一分男女的共享单车運營商，而且粉红款單車僅在上海投放。
优拜单车有4款車型，车架色属■綠色。不同款的單車的锁扣、车架都不同。
- 哈雷款
- 氫騎H2款
- 街頭見到的有籃款

## 密码锁
用戶可以通過手机扫二维码解锁优拜单车車輛。优拜单车的车头以及车尾都有二維碼，后锁分有圆角方头以及椭圆两种，但扫码方式都一样。
- 橢圓款（黑底綠邊）
- 橢圓款（綠底黑邊）
- 圓角款（正中間）
- 圓角款

在开锁成功之后，单车系统识发「咇咇」两声以及「咔」一声开锁。锁车成功之后会有1秒长的「咇——」一声。